# دیگوری‌ها
Digor (گویش دیگوری: дигорон - گویش ایرونی: дыгурон) یک زیر گروه از مردم اوستیایی هستند. آن‌ها به گویش دیگوری از زبان اوستیایی (از زبان‌های ایرانی شرقی) صحبت می‌کنند. این گویش تا سال ۱۹۳۷ در اتحاد جماهیر شوروی یک زبان جداگانه در نظر گرفته می‌شد. از آن زمان به بعد فقط گویشی از زبان اوستیایی محسوب می‌شود. گویشوران گویش دیگر - ایرونی - دیگوری را نمی‌فهمند، گرچه گویشوران دیگوری معمولاً گویش ایرونی را می‌فهمند، زیرا ایرونی به عنوان زبان رسمی مردم اوستیایی در مدارس به‌طور رسمی تدریس می‌شد. در سرشماری روسیه در سال ۲۰۰۲، جمعیت دیگوری‌ها فقط ۶۰۷ نفر ثبت شد، اما در سرشماری روسیه در سال ۲۰۱۰، تعداد آنها فقط ۲۲۳ نفر بود. تخمین زده می‌شد که ۱۰۰۰۰۰ گوینده دیگوری وجود دارد، که اکثر آنها خود را اوستیایی معرفی می‌کردند. دیگوری‌ها به‌طور عمده در مناطق Digorsky , Irafsky , Mozdoksky و ایالت‌های ولادی‌قفقاز، اوستیای شمالی - آلانیا، کاباردینو-بالکاریا، و همچنین کشورهای ترکیه و سوریه زندگی می‌کنند.